# Park Miejski w Grodzisku Wielkopolskim
Park Miejski w Grodzisku Wielkopolskim – dawny park krajobrazowy z połowy XIX wieku, zlokalizowany na południowy zachód od Starego Rynku w Grodzisku Wielkopolskim, obecnie funkcjonujący jako park miejski.
Park rozciąga się wokół zabytkowego dworu. Jego osią jest zachowana częściowo aleja grabowa będąca pozostałością wcześniejszego założenia barokowego z 2 poł. XVIII w. W parku znajduje się duży staw o pow. 1,36 ha. przez który przepływa Letnica. Rosną tutaj głównie graby, klony, lipy i olsze, ale także dęby i cisy w tym ok. 30 okazów o pomnikowych rozmiarach. Na zachodnim krańcu parku zachowała się barokowa rzeźba żołnierza rzymskiego sprzed 1775 r. z herbem Łodzia i Pilawa.
Park jest wpisany do rejestru zabytków miasta Grodziska Wielkopolskiego pod nr rej.: 304/A z 17.10.1968